# شب‌زنده‌داری دخترانه
شب‌زنده‌داری دخترانه (انگلیسی: Girl's Night Out) با نام اصلی چگونه از یک وداع جان سالم به‌در ببریم (اسپانیایی: Cómo sobrevivir a una despedida‎) یک فیلم کمدی اسپانیایی است که در سال ۲۰۱۵ منتشر شد.

## گزیدهٔ بازیگران
- سلیا د مولینا
- ناتالیا د مولینا
- اورسولا کوربرو
- اما بانتون
- میکی نادال